# Nicolás Tagliafico
Nicolás Alejandro Tagliafico (Buenos Aires, 1992. augusztus 31. –) argentin válogatott labdarúgó.

## Pályafutása

### Klubcsapatban
A Banfieldban kezdte felnőtt pályafutását, az első csapatban a 2011-es Clausura bajnokságban mutatkozott be a Tigre ellen. A 2012–13-as idényt kölcsönben a Real Murciánál töltötte. 
2015-ben az Independiente igazolta le. Új csapatában egy Newell’s Old Boys elleni bajnoki alkalmával lépett pályára először. 2017-ben megnyerte csapatával a Copa Sudamericana sorozatát.
2018. január 5-én aláírt az Ajaxhoz. Január 21-én a Feyenoord ellen 2–0-ra megnyert bajnoki alkalmával debütált.
2022. július 23-án a francia Olympique Lyonnais szerződtette.

### A válogatottban
Az argentin válogatottban 2017-ben mutatkozott be. Nevezték a 2018-as és a 2022-es világbajnokságon részt vevő válogatott 23-as keretébe. Bekerült a 2019-es, a 2021-es és a 2014-es Copa Américára utazó keretbe.

## Sikerei, díjai

### Klub
- CA Independiente
  - Copa Sudamericana (1): 2017

- AFC Ajax
  - Eredivisie (3): 2018–19, 2020–21, 2021–22
  - Holland kupa (2): 2018–19, 2021–22

### Válogatott
- Argentína
  - Superclásico de las Américas (1): 2017
  - Copa América (2): 2021,[7] 2024[8]
  - Labdarúgó-világbajnokság: (1): 2022[9]
  - Finalissima (1): 2022[10]